# عملية 1ميكرومتر
عملية 1 ميكرومتر
عملية 1 ميكرومتر (بالإنجليزية:  1 µm process)‏ عملية تشير إلى مستوى عملية تصنيع تقنية أشباه الموصلات التي
تم التوصل إليها بحدود عام 1985 ميلادي من قبل الشركات الرائدة في مجال أشباه الموصلات، مثل إنتل وآي بي إم.

## منتجات تمثل عملية تصنيع 1.0 ميكرومتر
وقد صنعت وحدة المعالجة المركزية إنتل 80386 والتي أطلقت في عام 1985 باستخدام هذه العملية.

## اقرأ أيضا
- تصنيع أجهزة أشباه الموصلات